# Dylan Teuns
Dylan Teuns (ur. 1 marca 1992 w Diest) – belgijski kolarz szosowy.

## Osiągnięcia
Opracowano na podstawie:

2010
- 1. miejsce w Omloop Het Nieuwsblad juniorów

2013
- 3. miejsce w Ronde de l’Isard

2014
- 2. miejsce w Liège-Bastogne-Liège U23
- 2. miejsce w Tour de Bretagne
  - 1. miejsce w klasyfikacji młodzieżowej
  - 1. miejsce na 3. etapie
- 2. miejsce w Omloop Het Nieuwsblad U23
- 1. miejsce na 3. etapie Giro della Valle d’Aosta
- 1. miejsce w klasyfikacji młodzieżowej Tour of Utah
- 1. miejsce na 5. etapie Tour de l’Avenir
- 2. miejsce w Piccolo Giro di Lombardia

2015
- 3. miejsce w Volta Limburg Classic
- 1. miejsce na 3. etapie Critérium du Dauphiné (jazda drużynowa na czas)

2017
- 3. miejsce w La Flèche Wallonne
- 1. miejsce w Tour de Wallonie
  - 1. miejsce w klasyfikacji punktowej
  - 1. miejsce na 3. i 5. etapie
- 1. miejsce w Tour de Pologne
  - 1. miejsce na 3. etapie
- 1. miejsce w Arctic Race of Norway
  - 1. miejsce w klasyfikacji młodzieżowej
  - 1. miejsce w klasyfikacji punktowej
  - 1. miejsce na 1. i 4. etapie

2018
- 3. miejsce w Giro dell’Emilia
- 3. miejsce w Giro di Lombardia

2019
- 1. miejsce na 2. etapie Critérium du Dauphiné
- 1. miejsce na 6. etapie Tour de France

2020
- 1. miejsce na 5. etapie Vuelta a Andalucía

2021
- 1. miejsce na 8. etapie Tour de France

2022
- 1. miejsce w La Flèche Wallonne
- 1. miejsce na 1. etapie Tour de Romandie

## Rankingi
| Rok              | 2012 | 2013 | 2014 | 2015 | 2016 | 2017 | 2018 | 2019 | 2020 | 2021 | 2022 | 2023 | 2024 |
| ---------------- | ---- | ---- | ---- | ---- | ---- | ---- | ---- | ---- | ---- | ---- | ---- | ---- | ---- |
| UCI World Tour   |      |      |      | -    | -    | 51.  | 38.  |      |      |      |      |      |      |
| World Ranking    |      |      |      |      | 573. | 39.  | 43.  | 70.  | 89.  | 112. | 32.  | 164. | 172. |
| UCI Europe Tour  | 729. | 496. | 39.  |      | 798. | 20.  | 218. | 57.  | 74.  | 96.  | 26.  | -    | 140. |
| UCI Asia Tour    | -    | -    | -    |      | -    | -    | 259. |      |      |      |      |      |      |
| UCI America Tour | -    | -    | -    |      | 430. | -    | -    |      |      |      |      |      |      |
|                  |      |      |      |      |      |      |      |      |      |      |      |      |      |
| Źródło: UCI      |      |      |      |      |      |      |      |      |      |      |      |      |      |